# Tour de France 2012/9. Etappe
Die 9. Etappe der Tour de France 2012 fand am 9. Juli 2012 statt. Sie wurde als Einzelzeitfahren ausgetragen und war 41,5 km lang. Der Start befand sich in Arc-et-Senans, das Ziel in Besançon. Es traten noch 178 von 198 Fahrern an.

## Teilnehmende Teams
- BMC Racing Team (BMC)
- RadioShack-Nissan (RNT)
- Team Europcar (EUC)
- Euskaltel-Euskadi (EUS)
- Lampre-ISD (LAM)
- Liquigas-Cannondale (LIQ)
- Garmin-Sharp (GRS)
- AG2R La Mondiale (ALM)
- Cofidis, le Crédit en Ligne (COF)
- Saur-Sojasun (SAU)
- Sky ProCycling (SKY)
- Lotto Belisol Team (LTS)
- Vacansoleil-DCM (VCD)
- Katusha Team (KAT)
- FDJ-Big Mat (FDJ)
- Rabobank Cycling Team (TLJ)
- Movistar (MOV)
- Team Saxo Bank-Tinkoff Bank (STB)
- Astana Pro Team (AST)
- Omega Pharma-Quick Step (OPQ)
- Orica GreenEdge (OGE)
- Team Argos-Shimano (TGA)

## Strecke
Die Strecke führte in nordöstlicher Richtung durch die Départements Jura und Doubs. Auf der ersten Streckenhälfte war das Profil wellig, danach überwiegend flach. Die Zwischenzeiten wurden in Abbans-Dessus und Avanne-Aveney gemessen.

## Rennverlauf
Gestartet wurde zunächst im Zwei-Minuten-Intervall, nach den ersten 120 Fahrern alle drei Minuten. Als erster Fahrer nahm um 9:45 Uhr der im Gesamtklassement an letzter Stelle liegende Franzose Brice Feillu das Rennen in Angriff, der mit 57:33 Minuten auch die erste Richtzeit aufstellte. Der Schwede Gustav Larsson unterbot diese Zeit um nicht weniger als 3:14 Minuten. Nochmals zehn Sekunden schneller war der Niederländer Lieuwe Westra. Mit 53:40 Minuten, 29 Sekunden weniger als Westra, erzielte der durch einen Kahnbeinbruch in der Hand gehandicapte Deutsche Tony Martin kurz vor 13 Uhr, trotz einer Reifenpanne zu Beginn der Etappe, eine Bestzeit, die fast drei Stunden lang Bestand haben sollte.

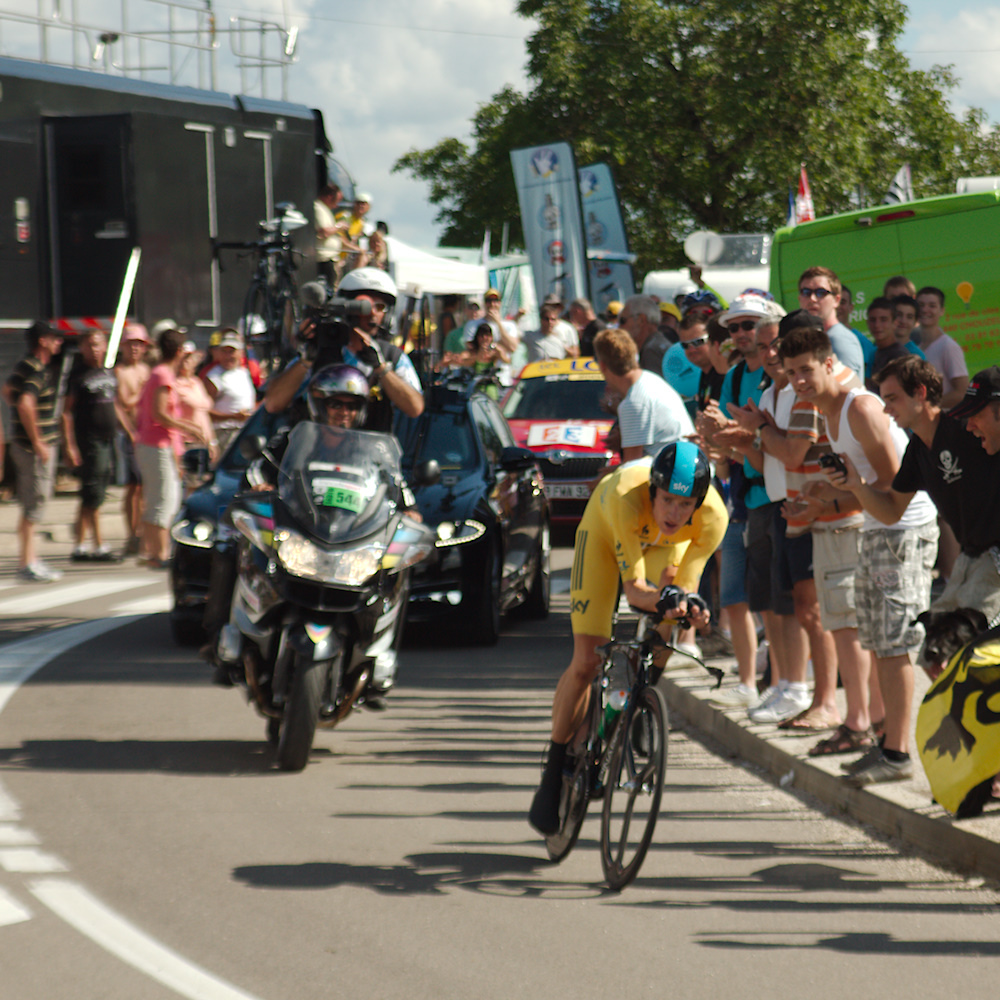
Bradley Wiggins auf dem Weg zum Etappensieg

Der Schweizer Fabian Cancellara, der trotz eines im April erlittenen Schlüsselbeinbruchs zu den Favoriten auf den Tagessieg zählte, kam kurz vor 16 Uhr mit 52:21 Minuten ins Ziel, womit er Martins Zeit um 1:19 Minuten unterbot. Etwas später schob sich der Franzose Sylvain Chavanel zwischen die beiden. Der Amerikaner Tejay van Garderen unterzog Cancellaras Bestzeit einer ersten ernsthaften Prüfung: Bei den Zwischenzeiten lag er drei bzw. zwei Sekunden voraus, verlor aber im Ziel schließlich neun Sekunden.
Schneller unterwegs als Cancellara war hingegen der Brite Chris Froome, der mit 51:59 eine um 22 Sekunden geringere Bestzeit aufstellte. Zuletzt gingen der Brite Bradley Wiggins und der Australier Cadel Evans, Vorjahressieger der Tour, an den Start. Bald zeigte sich, dass Wiggins deutlich schneller unterwegs war und auch den Tagessieg schaffen würde. Er unterbot Froomes Bestmarke um weitere 35 Sekunden. Evans hingegen büßte kontinuierlich Zeit ein und lag am Ende 1:43 Minuten hinter dem Gesamtführenden.

## Zwischenzeiten
| Abbans-Dessus Zwischenzeit 1 nach 16,5 km auf 379 m |                        |                          |            |
| 1.                                                  | Vereinigtes Konigreich | Bradley Wiggins (SKY)    | 21:05 min  |
| 2.                                                  | Vereinigtes Konigreich | Chris Froome (SKY)       | + 0:05 min |
| 3.                                                  | Vereinigte Staaten     | Tejay van Garderen (BMC) | + 0:29 min |
| 4.                                                  | Schweiz                | Fabian Cancellara (RNT)  | + 0:32 min |
| 5.                                                  | Frankreich             | Sylvain Chavanel (OPQ)   | + 0:39 min |
| 6.                                                  | Slowakei               | Peter Velits (OPQ)       | + 0:45 min |
| 7.                                                  | Belgien                | Maxime Monfort (RNT)     | + 0:49 min |
| 8.                                                  | Russland               | Denis Menschow (KAT)     | + 0:54 min |
| 9.                                                  | Slowenien              | Janez Brajkovič (AST)    | + 0:54 min |
| 10.                                                 | Spanien                | Haimar Zubeldia (RNT)    | + 0:56 min |

| Avanne-Aveney Zwischenzeit 2 nach 31,5 km auf 231 m |                        |                          |            |
| 1.                                                  | Vereinigtes Konigreich | Bradley Wiggins (SKY)    | 39:02 min  |
| 2.                                                  | Vereinigtes Konigreich | Chris Froome (SKY)       | + 0:16 min |
| 3.                                                  | Vereinigte Staaten     | Tejay van Garderen (BMC) | + 0:36 min |
| 4.                                                  | Schweiz                | Fabian Cancellara (RNT)  | + 0:38 min |
| 5.                                                  | Frankreich             | Sylvain Chavanel (OPQ)   | + 1:04 min |
| 6.                                                  | Australien             | Cadel Evans (BMC)        | + 1:19 min |
| 7.                                                  | Slowakei               | Peter Velits (OPQ)       | + 1:23 min |
| 8.                                                  | Belgien                | Maxime Monfort (RNT)     | + 1:23 min |
| 9.                                                  | Deutschland            | Andreas Klöden (RNT)     | + 1:26 min |
| 10.                                                 | Italien                | Vincenzo Nibali (LIQ)    | + 1:28 min |